# مورچه‌خورک پوزه‌دراز
مورچه‌خورک پوزه‌دراز (نام علمی: Zaglossus) نام یک سرده از تیره مورچه‌خورک است.